# Слинько Іван Федотович
Іван Федотович Слинько (1888 — розстріляний 1937?) — український радянський діяч, голова виконавчого комітету Подільської губернської ради, народний комісар соціального забезпечення Української СРР. 

## Біографія
З 1910 року — вчитель Оржицької вищої початкової школи в Полтавській губернії.
З 1917 року очолював Оржицьку волосну управу Полтавської губернії.
Член РКП(б) з 1918 року.
Працював у виконавчому комітеті Полтавської губернської ради.
У 1923 році — голова виконавчого комітету Сумської окружної ради. З листопада 1923 по 1924 рік — голова виконавчого комітету Ніжинської окружної ради.
У 1924 році — голова Подільської губернської планової комісії і заступник голови виконавчого комітету Подільської губернської ради.
24 липня 1924 — липень 1925 року — голова виконавчого комітету Подільської губернської ради.
З серпня по 1 листопада 1925 року — голова виконавчого комітету Вінницької окружної ради і голова Вінницької міської ради.
На 1927 — грудень 1929 року — заступник народного комісара внутрішніх справ Української СРР.
27 жовтня 1929 — серпень 1930 року — голова виконавчого комітету Миколаївської окружної ради.
До 1934 року — заступник народного комісара юстиції Української СРР, заступник прокурора Української СРР.
З 29 травня 1934 по 1936 рік — народний комісар соціального забезпечення Української СРР.
У 1937 році заарештований органами НКВС. Репресований. Посмертно реабілітований.